# Pro Velo Schweiz

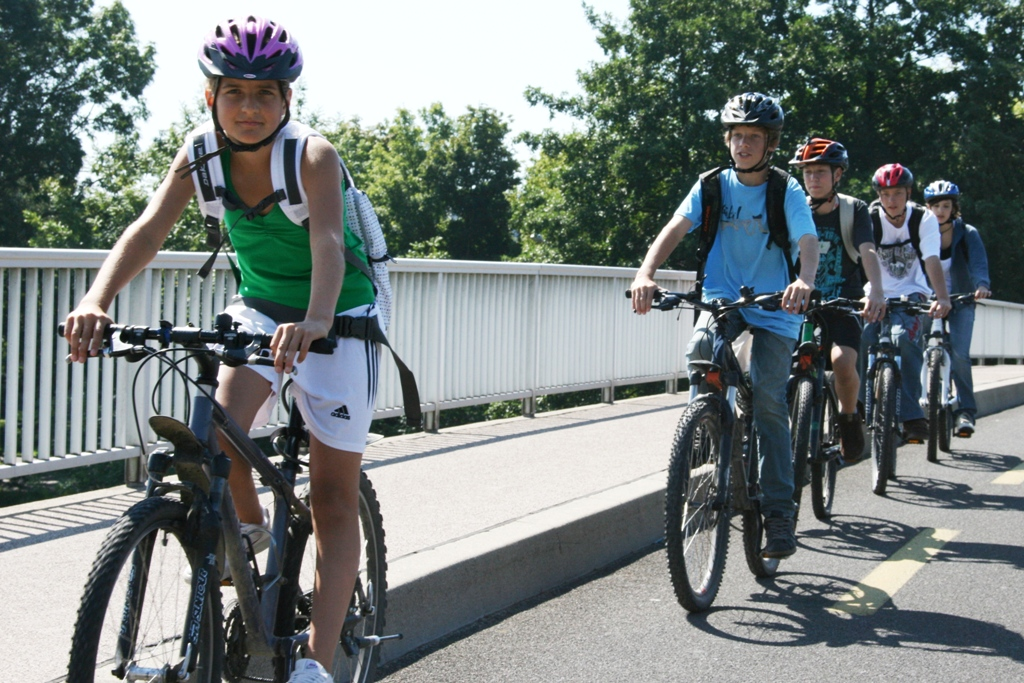
«bike2school» in Biel

Pro Velo Schweiz ist der nationale Dachverband von rund 40 lokalen und regionalen Verbänden in allen Landesteilen der Schweiz. Der Verband ist eine parteipolitisch unabhängige und föderalistisch organisierte Non-Profit-Organisation mit Sitz in Bern. Ursprünglich wurde im Jahr 1975 die Interessengemeinschaft Velo als regionale Organisation in Basel gegründet. Im Jahr 1985 wurde dann die "IG Velo Schweiz" als nationale Dachorganisation ins Leben gerufen. Schliesslich wurde im Jahr 2008 der Name Pro Velo anstelle von IG Velo Schweiz national eingeführt.

## Aktivitäten
Der Verein koordiniert die Aktivitäten der ihm angeschlossenen Regionalverbände und Organisationen und nimmt Stellung zu Fragen der Verkehrspolitik, der Verkehrssicherheit und des Umweltschutzes im Verkehrsbereich. Auf politischer Ebene werden Studien durchgeführt, Kampagnen aufgezogen und Petitionen sowie Initiativen eingereicht. Ein bedeutender politischer Erfolg basiert auf die Velo-Initiative, lanciert von Pro Velo Schweiz und anderen Organisationen im Jahr 2015: Seit dem 1. Januar 2023 ist das Veloweggesetz (VWG) in Kraft, ein Meilenstein für die Förderung des Velos in der Schweiz. Bund und Kantone müssen bis Ende 2042 auf ihren Strassen ein Velowegnetz planen und bauen, um allen Altersgruppen sicheres und angenehmes Velofahren zu ermöglichen. Pro Velo setzt sich dafür ein, dass diese Aufgaben in angemessener Qualität und Zeit erfüllt werden.
Der Verein ist stark durch seine Regionalverbände geprägt, die die Pro Velo-Politik lokal umsetzen. Sie engagieren sich für schnelle, sichere und bequeme Veloverbindungen sowie gute Abstellplätze. Der grösste Regionalverband, Pro Velo Kanton Zürich, zählt rund 5000 Mitglieder. Zu den Aktivitäten gehören die Beratung von Verwaltungen, Behörden und Privatpersonen, die Organisation von Velobörsen, Velosicherheitskursen für Kinder und Erwachsene sowie gemeinsame Fahrradreparaturtage.
Das offizielle Vereinsorgan der Mitglieder ist das Pro Velo Magazin und erscheint viermal pro Jahr in Deutsch und Französisch.
Ein wachsender Bereich sind vom Verband initiierte und durchgeführte Projekte:
bike to work soll alljährlich während den Monaten Mai und Juni eine wachsende Zahl Pendler auf dem Weg zur Arbeit aufs Velo bringen. Dabei appelliert der Verband vor allem an die Gesundheit der Teilnehmer.
Bike2school fördert das Velo fahren auf dem Schulweg und sensibilisiert dabei Schüler sowie deren Eltern und Lehrpersonen für Sicherheitsfragen und eine sinnvolle und gesunde Mobilität.
Cyclomania ist eine schweizweite Aktion zur Veloförderung im urbanen Raum. Die jährlich stattfindende Aktion soll die breite Bevölkerung dazu animieren, im Alltag und in der Freizeit vermehrt aufs Velo zu setzen und so etwas Gutes für die Umwelt und die eigene Gesundheit zu tun.
Défi Vélo - Die Aktion zur Förderung des Velofahrens bei Jugendlichen will das Velo als trendiges Transportmittel präsentieren: gesund, cool, ökologisch. Zugleich sollen die Teilnehmerinnen und Teilnehmer für die Sicherheit im Verkehr sensibilisiert werden.
Prix Velo: Der Preis wird abwechselnd in den drei verschiedenen Kategorien «Infrastruktur», «Betriebe» und «Velostädte» vergeben. Die Auszeichnung «Betriebe» richtet sich an Organisationen, die Veloförderung zugunsten ihrer Mitarbeitenden betreiben. Die Auszeichnung «Infrastruktur» richtet sich an Gemeinden, Kantone und Private, die mit konkreten Infrastruktur-Massnahmen zu mehr Sicherheit und Komfort im Veloverkehr beitragen. Beim Prix «Velostädte» wird die Velofreundlichkeit einer Gemeinde prämiert.
Weiter betreibt der Verein die Foren «Velostationen Schweiz» und «bikesharing Schweiz».

## Präsidenten
- Franziska Teuscher (Präsidentin IG Velo, 2000–2003)
- Jacqueline Fehr (2003–2009)
- Jean-François Steiert (2009–2017)
- Matthias Aebischer (2017–2024)
- Delphine Klopfenstein Broggini (2024–)